# Nagykeresztúr
Nagykeresztúr là một thị trấn thuộc hạt Nógrád, Hungary. Thị trấn này có diện tích 8,2 km², dân số năm 2010 là 269 người, mật độ 33 người/km².